# Honda City
La Honda City est une automobile du constructeur Honda.
De 1986 à 1994, la City est une petite citadine principalement destinée au marché japonais.
Dès 1996, Honda réutilise cette appellation pour désigner une citadine polyvalente tricorps vendue sur les marchés émergents d'Asie-Pacifique. Progressivement, le modèle sera lancé sur d'autres marchés tels que le Japon, l'Australie, le Pakistan, la Turquie, le Brésil et le Mexique. À partir de la sixième génération en Chine et de la septième génération ailleurs dans le monde, la City se décline également en version 5 portes.

## Première génération (1981-1986)
La première génération de Honda City est vendue au Japon, en Australie, en Nouvelle-Zélande et en Europe. Sur ce dernier marché, elle prend le nom de Honda Jazz, Opel détenant l'appellation City. Le nom Jazz sera réutilisé quasiment 20 ans plus tard sur version européenne de la Honda Fit.

## Quatrième génération (2002-2014)
La Honda Fit Aria est connue sur la plupart des marchés comme la Honda City de quatrième génération. Elle dérive de la Honda Fit de première génération. Elle est fabriquée dans de nombreux pays d'Asie (Japon, Chine, Pakistan, Malaisie, Inde, Philippines), principalement pour alimenter la demande locale. Une version break de la Fit Aria (City) est également vendue au Japon, elle est nommée Honda Airwave et possède elle-même un dérivé utilitaire, le Honda Partner.

## Sixième génération (2014-)
Cette sixième génération est lancée en 2014. En Chine, Dongfeng Honda propose en plus de la 4 portes une version liftback 5 portes, la Honda Giena.

## Septième génération (2019-)
La septième génération de City est commercialisée en 2019. La version hatchback est présentée en novembre 2020. Elle remplace la Honda Fit dans la plupart des pays émergents où elle est commercialisée.